# Криппен, Фрэн
Фрэнсис (Фрэн) Криппен (англ. Fran Crippen; 17 апреля 1984 — 23 октября 2010) — американский пловец на длинные дистанции. Большую часть своей карьеры провёл в бассейне, но в 2006 году перешёл на открытую воду, где снискал немалый успех. В международных соревнованиях Криппен завоевал семь медалей, пять из которых были получены им за победы в открытой воде и два — за победы в бассейнах. Криппен умер во время соревнований в Объединенных Арабских Эмиратах.

## Карьера
В начале карьеры Криппен выступал за университет штата Вирджиния. За это время он 11 раз становился лучшим пловцом Америки и 2 раза — лучшим в Конференции атлантического побережья (АКК). Он выиграл бронзу на Играх доброй воли в Брисбене, Австралия в составе команды США в 2001 году. На Панамериканских играх 2003 года, проходивших в Санто-Доминго (Доминиканская Республика), он выиграл серебряные медали на дистанциях 400 и 1500 м вольным стилем. В 2007 году он выиграл заплыв на 10 км в рамках Панамериканских игр в Рио-де-Жанейро, Бразилия. Два года спустя, Криппен выиграл бронзовую медаль в заплыве на 10 км в рамках чемпионата мира по водным видам спорта. Кроме того, в списке достижений Криппена значатся шесть титулов чемпиона США.

## Биография
Криппен родился в Брин-Мар, штат Пенсильвания, в 1984 году, в семье Пита и Пэт Криппен. Окончил Университет Вирджинии в 2006 году, где он специализировался в области социологии.
Криппен начал заниматься плаванием в возрасте шести лет из-за своей сестры Мэдди. У него было три сестры, которые также занимаются плаванием. Его сестра Мэдди выступала на Олимпийских играх 2000 года. Другая сестра Фрэнсиса — Клэр в настоящее время выступает за университет Вирджинии.
Третья сестра — Тереза, — чемпион Панамериканских игр на дистанции 200 метров на спине в составе сборной команды США.

## Смерть
Криппен умер во время заплыва в рамках этапа кубка мира по плаванию на 10 км в Эль-Фуджайре, после того как выиграл предпоследние гонки в Канкуне за неделю до этого. Отсутствие Криппена на финише, как сообщается, первым заметил другой американский пловец — Алекс Майер. Предположительно, после ожидания Криппена на финише, Майер и другие пловцы вернулись в воду, чтобы попытаться найти своего товарища. После полуторачасовых поисков, тело Криппена было обнаружено водолазами возле буя на расстоянии около 500 метров от берега и было доставлено в местную больницу, где была констатирована смерть. Другие пловцы заявили о том, что температура воды составляла около 30 градусов по Цельсию, из-за чего 2 пловца из США, а также пловец из Бразилии были кратковременно госпитализированы.
Президент Международной федерации плавания, Хулио Мальное заявил о том, что в связи с гибелью спортсмена было начато расследование. Тренер пловца впоследствии заявил, что после 8 километров дистанции Криппен чувствовал жажду, но продолжил гонку. В докладе Международной федерации плавания делается вывод о том, что Криппен, возможно, умер от сердечного приступа и неконтролируемой астмы в неблагоприятных экологических условиях гонки.